# East Stoke (Nottinghamshire)
East Stoke is een civil parish in het bestuurlijke gebied Newark and Sherwood, in het Engelse graafschap Nottinghamshire.